# Las ínsulas extrañas (libro de Esther de Cáceres)

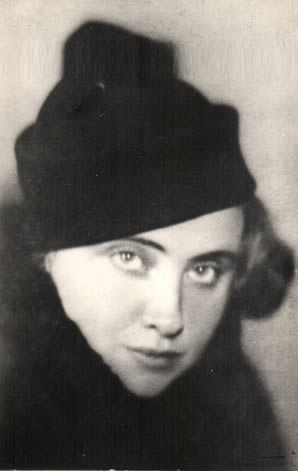
Esther de Cáceres, 1925

Las ínsulas extrañas es el primer libro de Esther de Cáceres, poetisa uruguaya (Montevideo, 4 de septiembre de 1903 - Rianjo, 3 de febrero de 1971). Se publicó en Santiago del Estero, Argentina, en el año de 1929. Consta de veinte poemas que tienen como tema central lo religioso. Al respecto, Elena Romiti en su prólogo a la edición del libro de Esther de Cáceres de 2015 menciona: “La totalidad de su obra lírica presenta la singularidad de mantenerse fiel a un solo tema: la exploración de las tierras incógnitas que conducen a la unión con Dios.” Este libro, como toda la labor poética de Esther de Cáceres, cumple con los atributos de ser denso, unitario y persistente.

## Origen del nombre del libro
El título del libro Las ínsulas extrañas, procede de Cántico espiritual (1584), del místico español San Juan de la Cruz, específicamente en las canciones XIV y XIX: 
XIV
Mi Amado, las montañas,
los valles solitarios nemorosos,
las ínsulas extrañas,
los ríos sonorosos,
el silbo de los aires amorosos.

XIX
Escóndete, Carillo,
Y mira con tu haz a las montañas,
Y no quieras decillo;
Mas mira las compañas
De la que va por ínsulas extrañas.
Otro texto importante que influyó en la creación de Las ínsulas extrañas, fue el libro La isla de los cánticos (1924), de quien fuera su maestra, María Eugenia Vaz Ferreira. Ambos libros dialogan en un subsistema literario, periférico en relación con el ya periférico de la llamada “Poesía femenina de la primera mitad del siglo XX”. La filiación es visible en la coincidencia de los títulos, que toman la idea de isla para referir el concepto compartido de poesía; del mismo modo hay coincidencia en la idea compartida del título como clave poética que refiere soledad y música, así como la exploración del extraño y solitario mundo interior que conducen al contacto con Dios.

## Temática del libro
El tema central, siendo lo religioso, tiene dos procedimientos principales que se dan por separado en diferentes poemas. El primer proceder se relaciona con establecer el contacto con la divinidad por la vía purgativa donde el alma se purifica de sus vicios. El segundo procedimiento sería establecer el contacto con Dios por la vía iluminativa.

Ejemplo del primer proceder sería el siguiente:

II

Voy escalando el silencio
Con los garfios agudos de mis ansias.
Atrás quedaron
Caminos blancos de margaritas
Y pájaros amando.

Yo no tengo tristeza,
He dejado mis nudos de siglos
En los remansos…

Atrás quedaron
Raras palabras con que mi lengua
Pidió el olvido de toda cosa.

En la tierra quedó mi descanso
Y mi destino extraño…

Yo estoy libre:
Voy escalando el silencio
Camino del cielo
Camino de mi alma…

Ejemplo del segundo proceder, que es establecer el contacto con lo religioso por la vía iluminativa sería el siguiente:

VIII

Este puerto nocturno!
–Dolor de adioses, danza de mástiles–
Este puerto nocturno
–Los altos buques, las altas ansias–
Es el amigo grave
Que soñó mi alma.

Amo sus hondas tintas
Su gran dolor humano,
Y el temblor de sus luces
Pequeñas y lejanas
–Parecen ánimas
De buques náufragos–

Este puerto nocturno
Es el amigo grave
Que soñó mi alma.

Sólo el poema XX, que cierra el poemario, transmite la unión beatífica en su plenitud:

Gesto de Dios
La paz de la tarde.

Palabra de Dios
La música del aire.

Gracia de Dios
Mi corazón y el Cielo.
El tema de lo religioso se amplía y se vuelve más complejo cuando se comprende su sentido etimológico latino: religare que quiere decir: volver a unir lo que en principio estuvo unido y se separó. En ese sentido se podrían observar otros temas en el libro de Esther de Cáceres como por ejemplo la mística, la duda y el diálogo con lo otro, lo extraño.

## Recursos poéticos
La investigadora Edda Piaggio destaca el uso de la anáfora, los excesos y las contradicciones como procedimientos formales retóricos en los poemas de Las ínsulas extrañas:
Una de las más significativas piezas de esta entrega de Esther, […] dirige su atención discordante a un mundo lucífugo y dice: Este puerto nocturno / dolor de adioses, danza de mástiles - / este puerto nocturno / - los altos buques, las altas ansias - / es el amigo grave / que soñó mi alma. ---- Amo sus hondas tintas, / su gran dolor humano, / y el temblor de sus luces / pequeñas y lejanas / - ¡parecen ánimas / de buques náufragos! --- Este puerto nocturno / es el amigo grave / que soñó mi alma. La definición anafórica “este puerto nocturno” focaliza un paisaje de excesos y contradicciones: “altos buques”, “buques náufragos”; hondas tintas”, “altas ansias”. Así la idea que emana de cada verso modifica – y paradójicamente enriquece – la perspectiva anterior. Este puerto nocturno, nos lleva a un clima de profundización y no de desplazamiento; es palabra adjetivada que se desarrolla en el silencio del ser poético sin subrayar una sucesión de momentos; está ahí, acumulándose a la vida, simplemente reconociendo su antimónico pasaje. “Es el amigo grave” – dice Esther al final del poema “que soñó mi alma”. La búsqueda toca al fin: la serenidad inacabable. Sentimos claramente cómo se incluye en este lugar el abandono a la muerte bajo un discurso sereno y totalizante.

## Influencia
Las ínsulas extrañas se considera una fuerte influencia para otras poetas latinoamericanas que fueron contemporáneas a Esther de Cáceres, como Gabriela Mistral y Susana Soca.